# Affaire Neyret
L'affaire Neyret, du nom de son principal mis en cause, Michel Neyret, révèle des faits de corruption de fonctionnaires de la Police judiciaire française.

## Début
Lors d'une enquête visant un réseau de trafiquants de drogue en 2010, des écoutes relatives à Gilles Benichou (escroc lyonnais et indicateur de Michel Neyret), laissent penser aux enquêteurs que le commissaire Neyret, personnalité de la Police nationale décorée de la Légion d'honneur, alors en poste à Lyon, renseigne un homme réputé proche du milieu lyonnais sur les informations dont dispose la justice au sujet d'un suspect. Après avoir mis Neyret sous écoute les enquêteurs acquièrent la conviction que le policier et une partie de son entourage professionnel et personnel sont corrompus et rendent des services à des membres du grand banditisme. Neyret et sa femme sont alors interpellés à 6 h du matin dans leur manoir de la Gabetière par l'IGPN le 29 septembre 2011 et placés en garde à vue dans la foulée. Le 3 octobre 2011, à l'issue de cette garde à vue, il est mis en examen pour corruption, trafic d'influence, association de malfaiteurs, trafic de stupéfiants, détournement de biens et violation de secret professionnel.
Dans les jours et les mois qui suivent, d'autres interpellations ont lieu dans les milieux policier, judiciaire et du grand banditisme, ce qui déclenche une véritable « onde de choc » lié à l'ampleur supposée de l'affaire et à sa couverture médiatique importante.
Michel Neyret est révoqué le 7 septembre 2012 par Manuel Valls.

## Instruction
L'instruction dure plus de 3 ans et demi. À l'issue de celle-ci le parquet requiert, en mai 2015, que neuf personnes fassent l'objet d'un procès devant un tribunal correctionnel.
Michel Neyret fait l'objet de nombreux chefs d'accusations dont les plus graves sont ceux de corruption et association de malfaiteurs. Seuls les faits de détournement de scellés de stupéfiants, et offre, détention ou cession de drogue sont également reprochés à trois autres policiers, le capitaine Jean-Paul Marty, le commandant Gilles Guillotin et le commissaire Christophe Gavat, qui a évoqué l'affaire dans plusieurs livres pendant l'instruction.  
Trois autres personnes, Gilles Benichou, son cousin Stéphane Alzraa (figure du milieu du banditisme juif lyonnais) et Cyril Astruc, supposées proches du milieu lyonnais et liés à la fraude à la TVA sur les quotas de carbone, ainsi que la femme de Michel Neyret et l'avocat lyonnais David Metaxas font également l'objet d'une demande de renvoi devant le tribunal sous diverses accusations.

## Procès
L'affaire Neyret est jugée au mois de mai 2016, devant le tribunal correctionnel de Paris, à un rythme de trois jours par semaine entre le 2 mai et le 24 mai. Gilles Benichou et Stéphane Alzraa ne se présentent pas devant le tribunal et sont jugés en leur absence. Le verdict est rendu le 5 juillet 2016. Le 18 juillet 2016, le parquet de Paris, considérant certaines condamnations trop clémentes, annonce faire appel du jugement du tribunal correctionnel de Paris pour quatre des prévenus.
| Prévenu          | Faits reprochés | Réquisitoire                             | Jugement                                                           |
| ---------------- | --- | ---------------------------------------- | ------------------------------------------------------------------ |
| Gilles Benichou  | Corruption et trafic d'influence actifs | 5 ans de prison 100 000 € d'amende       | 5 ans de prison avec mandat d'arrêt 100 000 € d'amende             |
| Michel Neyret    | Association de malfaiteurs Corruption et trafic d'influence passifs par personne dépositaire de l'autorité publique et recel lié à ces faits Détournement de scellés de stupéfiants et détention, offre ou cession de ces produits Violation de secret professionnel | 4 ans de prison dont 18 mois avec sursis | 2 ans 1/2 de prison avec possibilité d'aménagement                 |
| Stéphane Alzraa  | Corruption et trafic d'influence actifs | 5 ans de prison 250 000 € d'amende       | 2 ans de prison avec mandat d'arrêt 250 000 € d'amende             |
| Nicole Neyret    | Recel de trafic d'influence et de corruption passifs par personne dépositaire de l'autorité publique | 12 mois de prison avec sursis            | 8 mois de prison avec sursis                                       |
| Jean-Paul Marty  | Détournement de scellés de stupéfiants et détention, offre ou cession de ces produits | 6 mois de prison avec sursis             | 3 mois de prison avec sursis sans inscription au casier judiciaire |
| Gilles Guillotin | Détournement de scellés de stupéfiants et détention, offre ou cession de ces produits | 10 mois de prison avec sursis            | Relaxe                                                             |
| Christophe Gavat | Détournement de scellés de stupéfiants et détention, offre ou cession de ces produits | 8 mois de prison avec sursis             | Relaxe                                                             |
| Cyril Astruc     | Complicité de violation du secret professionnel | 2 mois de prison avec sursis             | Relaxe                                                             |
| David Metaxas    | Recel de violation du secret professionnel | Amende                                   | Relaxe                                                             |

## Procès en appel
Le procès en appel a lieu en avril 2018.
| Prévenu          | Faits reprochés | Réquisitoire, | Jugement                                 |
| ---------------- | --- | --- | ---------------------------------------- |
| Michel Neyret    | Association de malfaiteurs Corruption et trafic d'influence passifs par personne dépositaire de l'autorité publique et recel lié à ces faits Détournement de scellés de stupéfiants et détention, offre ou cession de ces produits Violation de secret professionnel | 4 ans de prison dont 18 mois avec sursis 15 000 € d'amende 5 ans d’interdiction des droits civiques, civils et de famille | 4 ans de prison dont 18 mois avec sursis |
| Stéphane Alzraa  | Corruption et trafic d'influence actifs | 3 ans de prison 250 000 € d'amende                                                                                        | 3 ans de prison 250 000 € d'amende       |
| Gilles Guillotin | Détournement de scellés de stupéfiants et détention, offre ou cession de ces produits | 8 mois de prison avec sursis                                                                                              | 8 mois de prison avec sursis             |
| Christophe Gavat | Détournement de scellés de stupéfiants et détention, offre ou cession de ces produits | Relaxe | Relaxe                                   |

## Arrestation de Gilles Bénichou
Visé par un mandat d'arrêt diffusé par Interpol, Gilles Bénichou est arrêté après deux ans de cavale par la police marocaine à Marrakech en août 2018. Il est en attente d'une possible extradition.

## Filmographie
- Olivier Marchal, Borderline, 2015